# 경안고등학교 (경기)
경안고등학교(京安高等學校)는 대한민국 경기도 안산시 단원구 고잔동에 있는 사립 고등학교이다.

## 학교 연혁
- 1994년 2월 19일 : 학교법인 달재학원 설립인가
- 1994년 2월 19일 : 초대 권달안 이사장 취임
- 1995년 1월 14일 : 경안고등학교 설립인가
- 1995년 3월 1일 : 초대 최광만 교장 취임
- 1996년 2월 12일 : 기숙사 및 생활관 준공
- 1996년 2월 17일 : 체육관 준공
- 1996년 4월 6일 : 개교기념식
- 1997년 9월 12일 : 학생복지관 준공
- 2002년 8월 16일 : 별관 교사동 준공
- 2002년 11월 5일 : 제2대 조순애 이사장 취임
- 2006년 12월 30일 : 전자도서관(수경관) 개관
- 2015년 8월 12일 : 식당 증축 완공
- 2021년 3월 1일 : 제6대 박수용 교장 취임
- 2023년 3월 2일 : 제29회 입학식(13학급 341명)
- 2024년 1월 4일 : 제27회 졸업식(296명)

## 참고 자료
- 경안고등학교 - 한국교육학술정보원 학교알리미